# Bellefontaine (métro de Toulouse)
Pour les articles homonymes, voir Bellefontaine.
Bellefontaine est une station de la ligne A du Métro de Toulouse. Elle est située dans le quartier Bellefontaine, et plus généralement du Mirail, dans le sud-ouest de la ville de Toulouse.
La station est ouverte en 1993, en tant que station de la première section de la  ligne A.

## Situation sur le réseau

Plan du métro de Toulouse

Établie en souterrain, la station Bellefontaine est établie sur la ligne A du métro de Toulouse. Elle est située entre la station Basso-Cambo, terminus sud-ouest de la ligne, et la station Reynerie, en direction de station terminus nord-est Balma – Gramont.

## Histoire
La station Bellefontaine est mise en service le 26 juin 1993, lors de l'ouverture à l'exploitation de la première section, longue de 10 kilomètres entre ses terminus Basso-Cambo et Jolimont, de la ligne A du métro de Toulouse. Néanmoins le gros œuvre de la station est déjà prévu pour l'accueil de rames de 52 m de long.
Bellefontaine est ponctuellement en chantier, entre 2017 et 2019, dans le cadre de la mise en service de rames de 52 m de long sur ligne A. La structure de la station étant dès l'origine prévue pour cette desserte les travaux se sont limités à du second œuvre, comme la pose des portes palières, à la « mise en conformité du désenfumage », et à la création d'un « dégagement de sécurité ». Les rames, pouvant accueillir 320 passagers débutent leur service le 10 janvier 2020,.
En 2016, elle a enregistré 1 278 900 validations, ce qui en fait la 15e station de la ligne A, derrière Argoulets et devant la dernière Reynerie. Elle représente alors 2 % du trafic de la ligne.

## Services aux voyageurs

### Accès et accueil
Elle est située dans le quartier Bellefontaine, et possède deux entrées le long de l'allée de Bellefontaine. Elle dispose d'une salle des billets, dans un édicule en rez-de-chaussée, avec des automates pour l'achat des titres de transports.  
Le niveau inférieur est équipé de  deux quais latéraux avec douze portes palières, permettant la réception des rames de 52 m de long à quatre voitures.

### Desserte
Comme sur le reste du métro toulousain, le premier départ des terminus (Basso-Cambo et Balma-Gramont) est à 5 h 15, le dernier départ est à 0 h du dimanche au jeudi et à 3 h le vendredi et samedi.

Installations
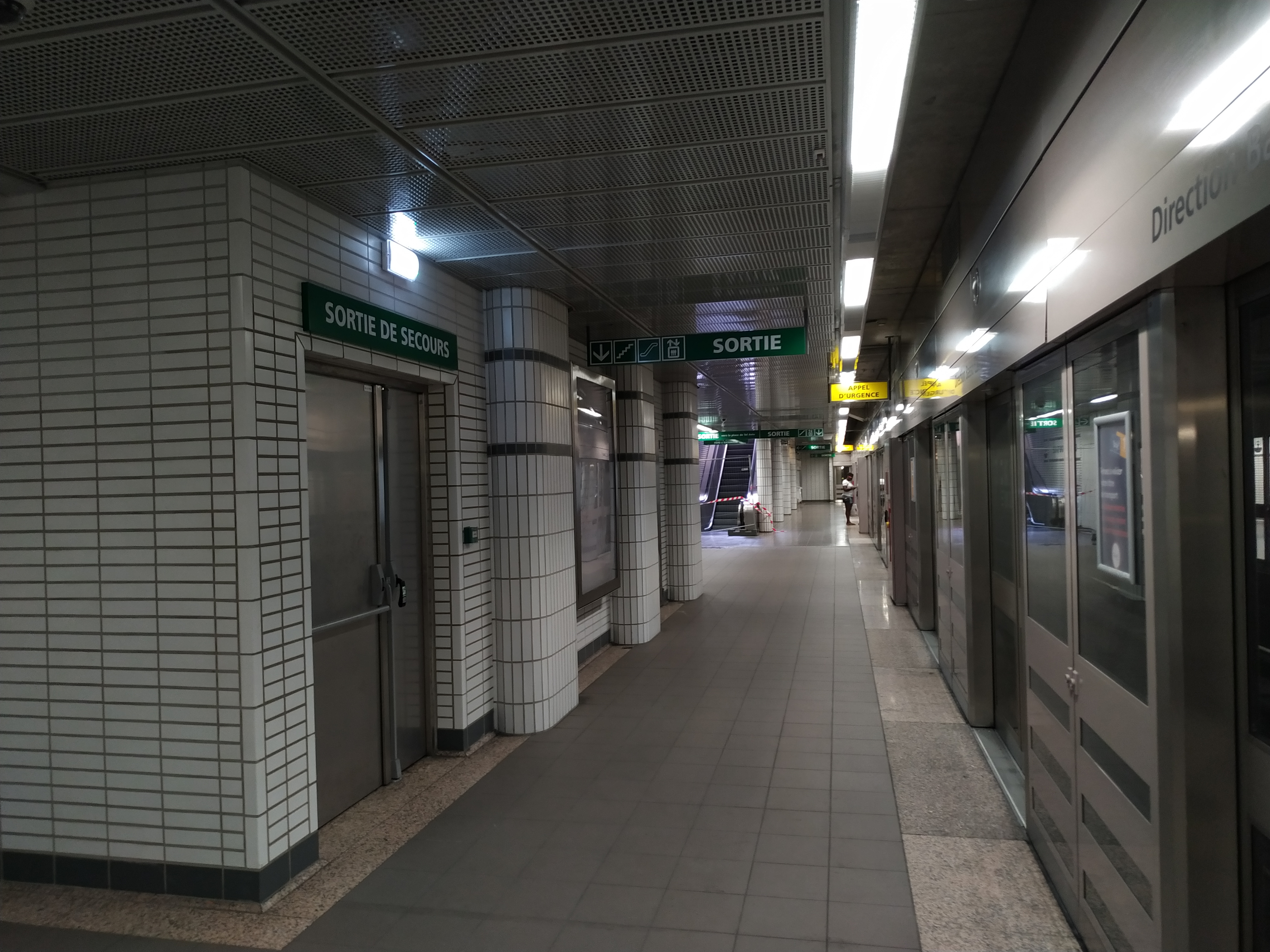
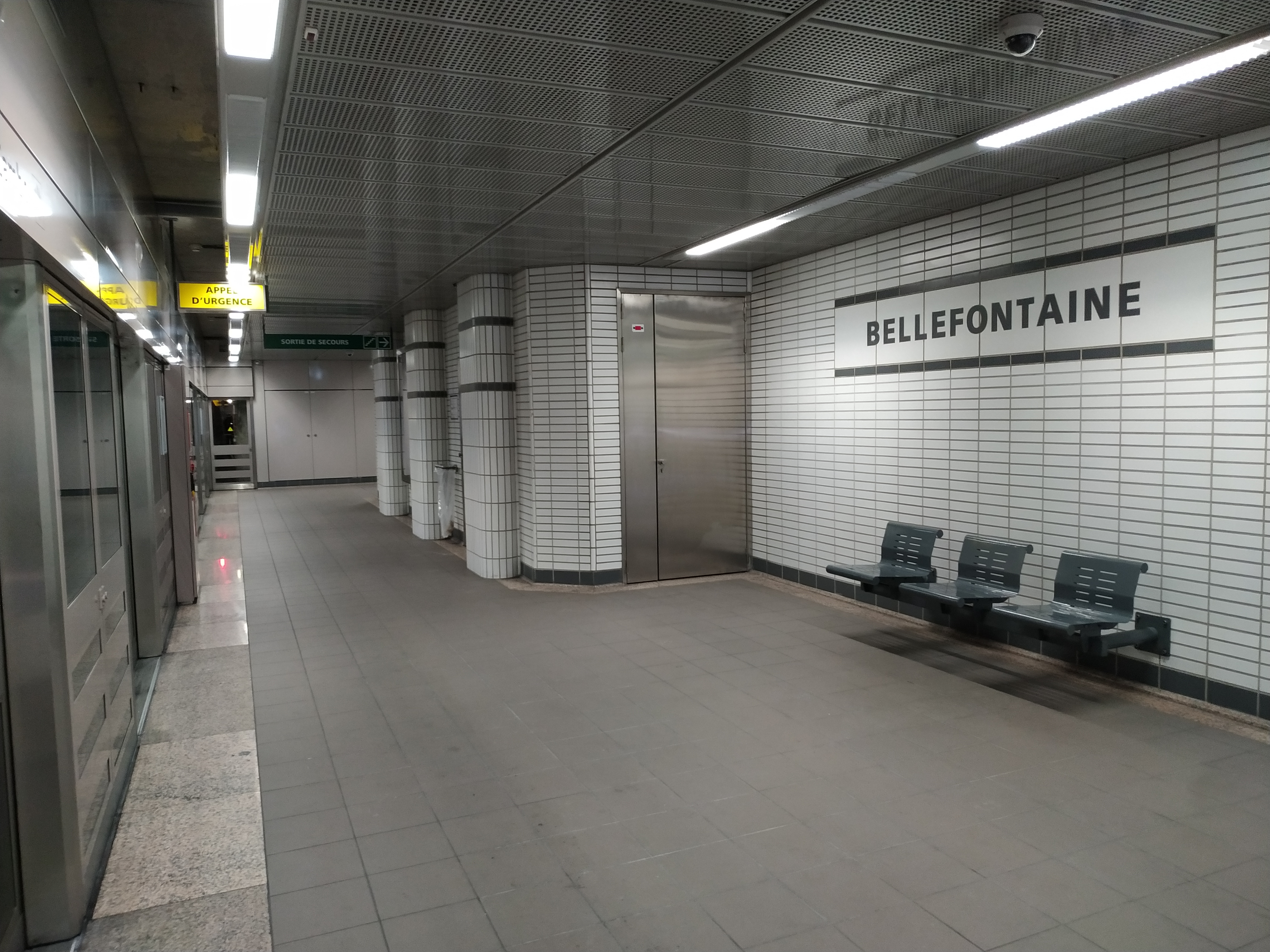
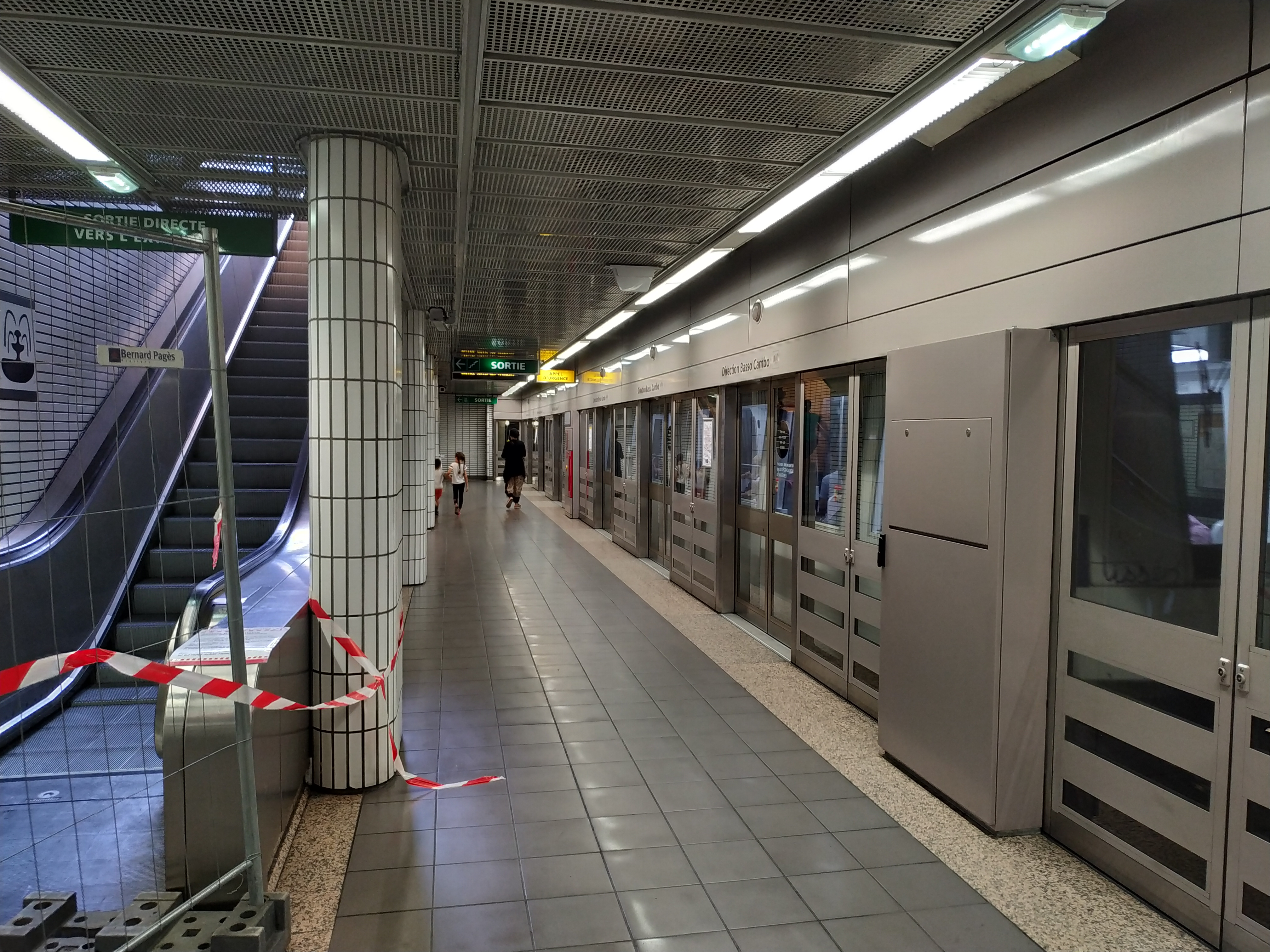

### Intermodalité
La station est desservie par la ligne 14 du réseau Tisséo. Des arrêts de la ligne Linéo L4 sont également situés à proximité.

## L'art dans la station
L'œuvre de Guy-Rachel Grataloup associée à la station se compose d'une mosaïque et d'une fontaine formée par deux pyramides placées têtes-bêches,.. Ne s'agissant ni d'un terminus,ni d'une véritable station d'échanges, le parti-pris de l'artiste a été un travail pariétal, sur le mur situé au fond du hall d'entrée. Là, deux pyramides de verre drainent l'eau, tête-bêche, au centre d'une mosaïque évoquant un paysage de strates. Étymologie symbolique du lieu, invention sereine à la spiritualité, cette œuvre peut accompagner le Toulousain attiré par Alban-Minville ou ses cinémas : elle fait le quotidien de ceux qui, parmi les personnels du pôle électronique du sud-ouest du Mirail, choisissent le métro comme moyen de déplacement.

## À proximité
- Centre Culturel Alban Minville,
- Centre de Formation de Toulouse-Bellefontaine,
- Collège Saint-Simon,
- École Régionale de la 2e Chance, (Cité de L'orientation)
- Église Nôtre-Dame de Bellefontaine,
- Espace petite enfance Claude Nougaro,
- Groupe Scolaire Victor Hugo, Bastide-Dottin et École Maternelle Camille Claudel,
- Piscine Alban Minville